# Bernardo Penabade
Bernardo Penabade Rei, nascido em Grañas do Sor, Maañón, Galiza a 12 de julho de 1964, é professor e escritor galego.

## Trajetória
É licenciado em Filologia Galego-Português pela Universidade de Santiago de Compostela. Trabalhou na área do audiovisual em empresas ligadas à Televisión de Galicia na altura em que esta iniciou as suas emissões. Para além de dobrar e dobrar filmes e séries de televisão, também traduziu guiões (principalmente de programas infantis). Desenvolveu ainda um importante trabalho de dinamização cultural na Residência Universitária do Burgo das Nacións, foi um dos dinamizadores do grupo de estudantes que organizou numerosos cursos e conferências e que convocou o Concurso Literário. Após um curto período de ensino no Colexio Paulo VI da Rúa, foi professor na IES Otero Pedrayo de Ourense, no Johan Carballeira de Bueu, no de Ortigueira e no IES Vilar Ponte de Viveiro. A partir de 2003 lecionou Língua e Literatura Galega no IES Perdouro de Burela até à sua reforma em 2024.
Entre 1997 e 1998 foi colaborador regular do Volvoreta, suplemento do jornal El Correo Gallego destinado à comunidade universitária de Compostela, publicando notícias de livros e entrevistas com escritores galegos.
Participou em numerosas conferências com relatórios publicados sobre linguística, sociolinguística e didática. Os seus trabalhos podem ser lidos nas revistas Agália, A Nosa Terra e Novas da Galiza, bem como nas actas de diversas reuniões de carácter científico.
Desde 1983 que é membro da Associação Galega da Língua, um grupo a favor do reintegracionismo e entre julho de 2001 e 2007 foi o seu presidente. Com a sua adesão à presidência, rompeu-se uma trajectória mais culturalista da AGAL e o grupo reintegracionista deu passos na sua dimensão pública, como a participação na constituição da Assembleia da Língua, um ensaio sobre a plataforma conjunta de trabalho de todos os grupos reintegracionistas, ou como inauguração de um local da sua Foram ainda promovidos o Portal Galego da Língua e o dicionário e-Estraviz.
Desde 2008 promove o Modelo Burela, o primeiro projecto de planeamento linguístico aprovado por unanimidade numa localidade galega e dirigido à comunidade de Cavo Verde. Desde 2012, coordena o programa de rádio Proxecto Neo na Rádio Burela focado nas experiências de novos falantes da nossa língua. Este programa (posteriormente retransmitido pelas estações comunitárias Cuac FM e Rádio Filispim) é produzido pelos alunos da IES Perdouro.
Desde 2021 é membro da Comissão Técnica do Centro de Documentação Sociolinguística da Galiza do Conselho da Cultura Galega.
Realizou ainda a revisão linguística, entre outros, de dois livros do professor Antón Niñe.

## Publicações
- Penabade Rei, Bernardo (2000). «Alguns usos conflitivos da preposiçom 'a' nos complexos verbais». In:  Rodríguez Fernández, José Luis. Estudos dedicados a Ricardo Carvalho Calero. 1. A obra de Ricardo Carvalho Calero; Lingüística. [S.l.]: Universidade de Santiago de Compostela. pp. 743–757. ISBN 84-8121-827-8
- Penabade Rei, Bernardo; Fraga Celeiro, Xoan Carlos (1 de junho de 2003). Lingua e Literatura. 3º ESO. [S.l.]: A Nosa Terra. 248 páginas. ISBN 8496203026
- Penabade Rei, Bernardo (1 de junho de 2003). Lingua e Literatura. 4º ESO. [S.l.]: A Nosa Terra. 204 páginas. ISBN 8496203034
- Penabade Rei, Bernardo (2004). «Estratégias para a recuperaçom lingüística no ensino». In:  Marco López, Aurora; Aradas Carollo, Elva; Vieito Carollo, Fernando; Couto-Cantero, Pilar. Actas del VII Congreso Internacional de la Sociedad Española de Didáctica de la Lengua y la Literatura. 1. [S.l.]: Deputación da Coruña. pp. 435–446. ISBN 84-95950-92-8
- Martins Estévez, Higinio; Gonçalves Vicente, Ângelo; Penabade Rei, Bernardo (2008). Orgulho galego na diáspora: conversa com Higino Martins Estêvez. [S.l.]: Fundación Comarcal O Baixo Miño. 73 páginas
- Penabade Rei, Bernardo (2013). Conversas con Isaac Alonso Estraviz. [S.l.]: Através Editora. 239 páginas. ISBN 978-84-87305-75-7
- Penabade, Bernardo (20 de outubro de 2017). «The Neo Project: An Educational Radio Program to Promote Social Cohesion». Galician Migrations: A Case Study of Emerging Super-diversity. Migration, Minorities and Modernity [Migraciones gallegas: un caso de estudio de superdiversidad emergente. Migración, minorías y modernidad] (em inglês). 3. [S.l.]: DePalma, R.; Pérez-Caramés, A. ISBN 978-3-319-66304-3. Consultado em 30 de junho de 2024
- Outra voz na procura da emancipaçom nacional: Ricardo Flores, Educaçom e informaçom objectivas: dous direitos lingüísticos e As relaçons transfronteiriças no currículo académico in «Agália. Revista de Humanidades e Ciências Sociais».[15]

### Obras coletivas
- Coordinador das Actas do Congresso Álvaro Cunqueiro (con Araceli Herrero, Ramón Reimunde e Xabier Cordal). (Ed. da Dep. de Lugo, 1993).
- Con Marica Campo tivo ao seu cuidado a escolma e notas do libro Ansias de Vento, obra póstuma do poeta Gustavo Adolfo Lois Dosil (1996).
- Coordinación e prólogo do volume colectivo (114 autores; 502 pp.) Deixade que voe o paporroibo, que vos conte contos (1999). Ed. O Paporroibo. Ortigueira.
- Por um galego extenso e útil, 2010, Através Editora.
- Carvalho Calero atual, 2012, Através Editora.

## Prémios
- 2023: Premio Meendinho: “são muitas as razões para Bernardo Penabade levar este prémio, a começar pelo facto de ser com certeza, um exemplo de reintegracionismo coerente para todas as galegas e galegos, com o seu compromisso com a Galiza e a sua língua”.[16]